# Новинский (Астраханская область)
Нови́нский — посёлок в Камызякском районе Астраханской области России. Входит в состав Караулинского сельсовета. Население 239 человек (2013), 53% из них — казахи, 39% — русские (2010).

## География
Новинский расположен в пределах Прикаспийской низменности в южной части Астраханской области, в дельте реки Волги и находится на острове, образованном реками Кизань, Обуховская, по правому берегу Обуховской. Уличная сеть состоит из одного географического объекта: ул. Степная.
Абсолютная высота 26 метров ниже уровня моря (по селу Затон, к которому примыкает Новинский).
Климат
умеренный, резко континентальный, характеризуется высокими температурами летом и низкими — зимой, малым количеством осадков, а также большими годовыми и летними суточными амплитудами температуры воздуха.

## Население
| 2002 | 2006 | 2010 | 2012 | 2013 |
| ---- | ---- | ---- | ---- | ---- |
| 252  | ↘237 | ↗245 | ↘237 | ↗239 |

Национальный и гендерный состав
По данным Всероссийской переписи в 2010 году, численность населения составляла 245 человек (125 мужчин и 120 женщин, 51,0 и 49,0 %% соответственно).
Согласно результатам переписи 2002 года, в национальной структуре населения казахи составляли 51 %, русские 41 % от общей численности населения в 253 жителя.
| Национальность | Численность (2010) | Процент |
| -------------- | ------------------ | ------- |
| Казахи         | 131                | 53,3%   |
| Русские        | 95                 | 38,6%   |
| Белорусы       | 6                  | 2,4%    |
| Ногайцы        | 3                  | 1,2%    |
| Не указана     | 11                 | 4,5%    |
| Всего          | 246                | 100%    |

## Инфраструктура
Основные социальные объекты в с. Караульное: Караулинская средняя школа на 220 мест, детсад, фельдшерско-акушерский пункт, почтовое отделение, дом культуры, несколько магазинов. На территории Новинского работают продуктовый магазин и база отдыха «Протока», ориентированная на рыбаков и охотников-любителей.
Развито рыболовство, приусадебное растениеводство.

## Транспорт
Северная окраина посёлка находится у региональной автодороги «Камызяк — Кировский» (идентификационный номер 12 ОП РЗ 12Н 084).
Водный транспорт. Просёлочные дороги.